# Mélange gazeux

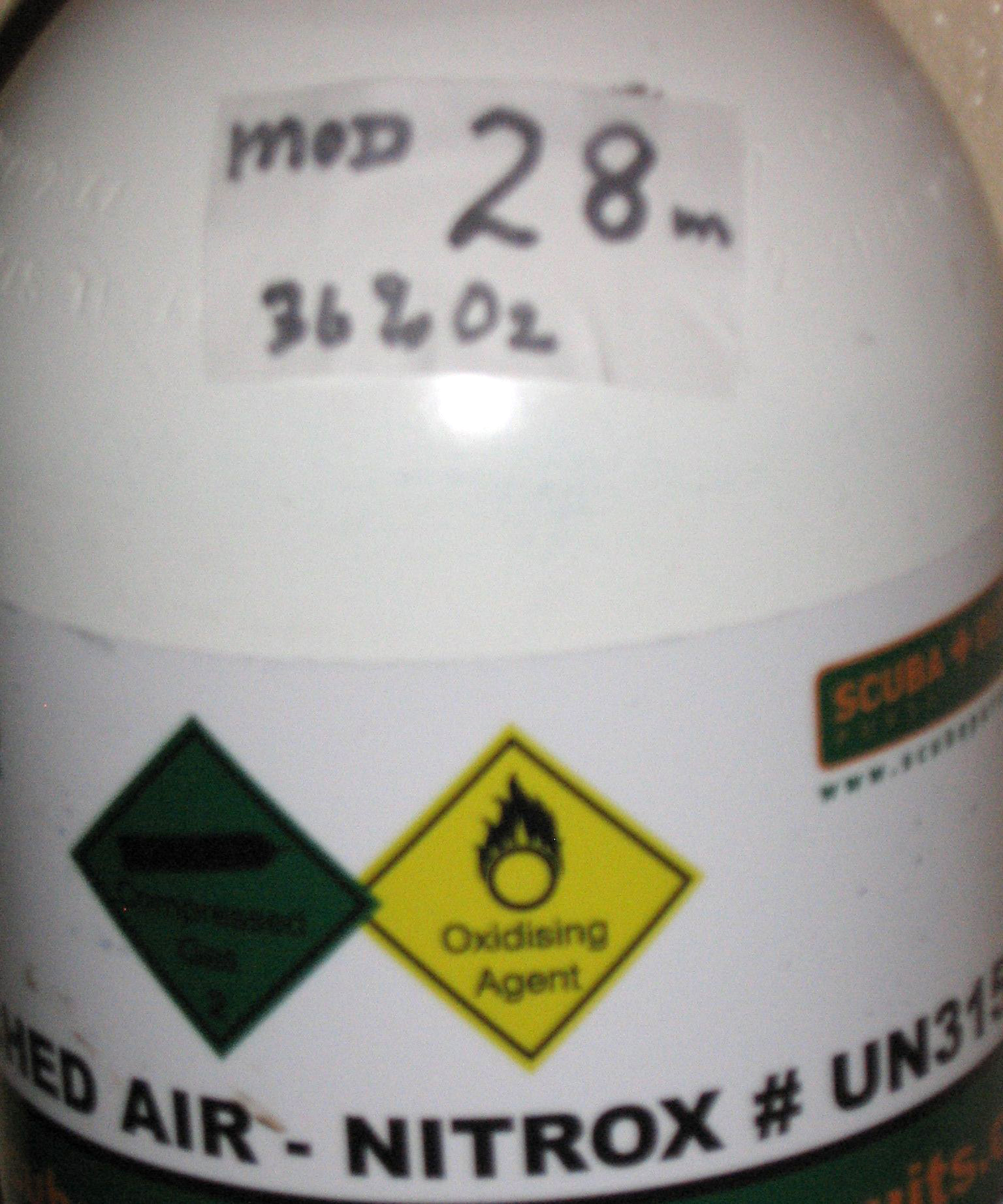
Bouteille de Nitrox

En plongée sous-marine, le mélange gazeux désigne le mélange respiré par le plongeur. Il peut être de l'air, du nitrox, de l'oxygène pur mais aussi Héliair, Hydrox, Trimix, Héliox, Hydreliox
Outre l'air, on relève deux catégories de mélanges respiratoires :
- les mélanges suroxygénés tels les nitrox ;
- les mélanges sous-oxygénés tels que les Hydrox, Trimix, Héliox, Hydreliox.

## Mélanges suroxygénés
Ces mélanges sont enrichis à l'oxygène. Leur raison d'être est de limiter, voire parfois de supprimer, le nombre et la durée des paliers de décompression imposés aux plongeurs. Ces mélanges respiratoires constitués d'oxygène et d'azote, dans des proportions variables selon les profils de plongée envisagés, sont appelés nitrox. 
Ces mélanges trouvent leur utilité dans plusieurs pratiques :
- la plongée souterraine pour le franchissement plus aisé de plusieurs siphons, sans mettre les plongeurs en situation de plongées successives ou consécutives ;
- la plongée profonde, également appelée plongée technique, pour les phases d'amorçage et de décompression de ce type de plongée lorsque celles-ci sont pratiquées avec des « mélanges fonds » qui ne sont respirables par l'homme que dans certaines fourchettes de profondeur bien précises ;
- la plongée professionnelle pour des raisons similaires au point précédent.

## Mélanges sous-oxygénés
Appauvris en oxygène, ces mélanges ont pour but de permettre des plongées plus profondes que celles permises lorsque l'on respire de l'air comprimé. Ils sont parfois appelés « mélanges fonds » car seulement respirables dans des fourchettes de profondeurs biens précises. Leur pauvreté en oxygène ne permet pas qu'ils soient respirés à la pression atmosphérique.

## Autres mélanges gazeux utilisés en plongée
L'argon est également utilisé dans certains types de plongées, non pas comme mélange respiratoire, mais pour le gonflage des combinaisons étanches dites « à volume constant ». Ce gaz, qui n'est pas respirable, présente l'avantage d'engendrer une déperdition calorifique moindre que si l'on utilisait un mélange respiratoire à base d'hélium.